# Holzbach (Alf)
Der Holzbach ist ein 1,0 km langer, orografisch linker und nordwestlicher Nebenfluss der Alf in der Eifel bei Oberscheidweiler in Rheinland-Pfalz.

## Geographie

### Verlauf
Der Bach entspringt in der mittleren Eifel westlich des Holzbacher Höft auf einer Höhe von 351 m ü. NN. Vorrangig in südwestliche Richtungen und durchweg ungefähr auf der Grenze zwischen der Ortsgemeinde Strotzbüsch im Landkreis Vulkaneifel rechtsseits und der Ortsgemeinde Hontheim im Landkreis Bernkastel-Wittlich linksseits fließend, mündet der Bach etwa 1,5 km östlich von Oberscheidweiler auf einer Höhe von 306 m ü. NN in die Alf.
Bei einer Länge von 1,0 km und einem Höhenunterschied von etwa 37 m hat der Bach ein mittleres Sohlgefälle von 37 ‰.

### Einzugsgebiet
Das 1,312 km² große Einzugsgebiet wird über die Alf, die Mosel und den Rhein zur Nordsee entwässert. Es liegt naturräumlich gesehen zur Gänze im Unterraum Öfflinger Hochfläche der Moseleifel. Über seine höchsten Lagen läuft die östliche Wasserscheide, sie erreichen 385 m ü. NHN (Holzbacher Höft) oder wenig mehr.
Das Einzugsgebiet grenzt im Nordwesten an das des vorigen linken Zuflusses Geisbach der Alf. Jenseits der östlichen Wasserscheide fällt das Gelände steil ins Waldtal des Üßbachs ab, der weit abwärts in den untersten Lauf der Alf mündet. Im Südosten läuft der Geresbach als nächster Zufluss von links zur Alf.